# Zputnik
Zputnik (dříve Sputnik) je pražská punková skupina. Prosazuje heslo „Kopírování podporuje hudbu“, není registrována v OSA a svou hudbu šíří zdarma.
Kromě typických punkových nástrojů používá skupina ve své tvorbě i samply.

## Sestava
- zpěv - Aneta Práglová Kadnárová
- bicí – Martin „Rusák“ Kadnár
- kytara – Richard Mikulec, Jan "Klobouk" Krůček
- ex kytara - Karel "James" Pomeisl
- ex baskytara – Vodo Karlos

## Diskografie
První album s názvem „Průjezd hlavou“ vydala skupina ještě pod jménem Sputnik u hudebního vydavatelství EMI. Zbytek alb začala vydávat už jako Zputnik nezávisle a zveřejňovat je na svém webu volně ke stažení.
Album z roku 2011, „Bohyně pomsty“, má za své ústřední téma příběh vražedkyně Olgy Hepnarové.
- Průjezd hlavou (2001)
- Sestry (2009)
- Ztráta přítele (2010)
- Bohyně pomsty (2011)
- Pyroman (2012)
- Chaos zničí řád (2014)
- Kalhotky zla a špíny (2016)
- Lidoop (2017)